# Ixhuatlancillo (municipalité)
La municipalité d'Ixhuatlancillo est l'une des 212 municipalités de l'État de Veracruz, et est située dans la partie centrale de cet État. Elle se situe à l'ouest du golfe du Mexique, sur les contreforts de la chaîne de montagnes de la Sierra Madre orientale, et fait partie du bassin versant de la rivière Río Blanco, affluent nord du fleuve Río Papaloapan. Son chef-lieu est la ville éponyme d'Ixhuatlancillo. Elle dépend de la région administrative de Las Montañas, qui est une des 10 subdivisions administratives de l'État de Veracruz. Elle fait également partie de la "Zona metropolitana de Orizaba", qui regroupe autour de la ville de Orizaba les municipalités faisant partie de sa sphère d'influence.

## Géographie
La municipalité d'Ixhuatlancillo s'étend d'ouest en est dans la partie nord du bassin versant de la rivière Río Blanco et est traversée par deux de ses affluents, le Río La Carbonera, qui forme sa limite occidentale, et le Río Orizaba, qui la traverse à l'est. Assise sur les contreforts de la chaîne de montagnes de la Sierra Madre orientale, son altitude oscille entre 1300 et 3100 mètres. Elle se trouve à une dizaine de kilomètres au sud du pic d'Orizaba, qui culmine à 5675 mètres. Son chef-lieu, la ville éponyme d'Ixhuatlancillo, se trouve dans la partie orientale de son territoire, en situation de conurbation avec ses voisines Mariano Escobedo au nord et Orizaba au sud. Son territoire couvre une superficie de 52,6 km2, et était peuplé en 2020 de 27 295 habitants, pour une densité de 519,3 habitants par km2.
Cette municipalité fait partie de la Zona metropolitana de Orizaba (es), qui est composée des municipalités de Orizaba, Ixtaczoquitlán, Camerino Z. Mendoza, Río Blanco, Nogales, Mariano Escobedo, Ixhuatlancillo, Rafael Delgado, Atzacan, Maltrata, Huiloapan de Cuauhtémoc et Tlilapan, pour une population totale de 465 175 habitants.
Elle est limitrophe au nord et à l'est de la municipalité de Mariano Escobedo, à l'ouest de celles de Maltrata et de Nogales, et au sud de celles de Río Blanco et d'Orizaba.

## Composition et démographie
La municipalité était composée en 2020 de 18 localités, dont 4 étaient considérées comme urbaines, les autres étant rurales.
| Localité                     | Population |
| ---------------------------- | ---------- |
| Unión y Progreso             | 10 209     |
| Ixhuatlancillo               | 5196       |
| San Isidro                   | 4460       |
| Fraccionamiento Valle Dorado | 3545       |
| Rancho de Pala               | 1290       |
| Reste des localités          | 2595       |
| Total population             | 27 295     |

En plus de l'espagnol, plusieurs langues amérindiennes sont parlées dans la municipalité, dont les principales sont par ordre d'importance : le nahuatl et le mazatèque.

## Histoire
En 1831, chef-lieu de la municipalité se nommait Santa María Asunción Ixhuatlancillo.

## Économie

### Agriculture et élevage
La superficie des parcelles semées représentait en 2021 une surface totale de 283 hectares, parmi lesquels 170 hectares étaient voués à la culture de la canne à sucre, 55 hectares étaient voués à la culture du maïs, et 45 hectares étaient voués à celle du haricot.

En 2021, la production de viande par tonnes comprenait 8,4 tonnes de viande bovine, 17,4 tonnes de viande porcine, 0,4 tonne de viande ovine, 0,3 tonne de viande caprine, 1,1 tonne de volailles, et 0,4 tonnes de dinde. La superficie vouée à l'élevage représentait alors 19 011 hectares.